# لويد نويل فيرغسون
لويد نويل فيرغسون (بالإنجليزية: Lloyd Noel Ferguson)‏ هو كيميائي أمريكي، ولد في 9 فبراير 1918 في أوكلاند في الولايات المتحدة، وتوفي في 30 نوفمبر 2011.